# WTA Tour Championships 2004
Il WTA Tour Championships 2004 è stato un torneo di tennis che si è giocato al Staples Center di Los Angeles negli USA dall'8 al 13 novembre su campi in cemento. È stata la 34ª edizione del torneo di fine anno di singolare, la 29a del torneo di doppio. Il Masters femminile ha visto in campo a partire le migliori otto giocatrici della stagione.

## Campionesse

### Singolare
Marija Šarapova ha battuto in finale  Serena Williams con il punteggio di 4–6, 6–2, 6–4

### Doppio
Nadia Petrova /  Meghann Shaughnessy hanno battuto in finale  Cara Black /  Rennae Stubbs con il punteggio di 7–5, 6–2